# Magda Rezlerová
Magda Rezlerová (* 9. August 1982 in Turnov) ist eine ehemalige tschechische Biathletin.
Magda Rezlerová lebt in Jilemnice und startet für SKP Jablonex. Biathlon betreibt sie seit 1999, seit 2002 gehört sie dem Nationalkader an. Ihren ersten internationalen Einsatz hatte sie 1999 bei den Juniorenweltmeisterschaften in Pokljuka, wo ihr bestes Ergebnis ein 35. Platz im Sprint war. Es folgten 2002 Einsätze bei der Europameisterschaft in Zakopane, wo sie eine Medaille in der Staffel als Viertplatzierte nur knapp verfehlte. In Einzel (14.), Sprint (12.) und Verfolgung (11.) konnte sie weitere gute Ergebnisse erzielen. Bei den Juniorenweltmeisterschaften im selben Jahr in Hochfilzen gewann sie Bronze im Einzel. 2001 wurde sie erstmals im Weltcup eingesetzt und wurde mit der Staffel 12. sowie 84. im Sprint von Ruhpolding.
Die Europameisterschaften 2001 in Haute-Maurienne verliefen auch wieder erfolgreich. Neben einem Achten Platz im Sprint und Siebten Plätzen im Einzel und in der Verfolgung gewann sie Silber mit der Staffel. Silber gewann sie auch bei den Juniorenweltmeisterschaften des Jahres in Chanty-Mansijsk, ihr bestes Ergebnis bei Einzelstarts war ein neunter Rang im Einzel. Bei den Juniorenweltmeisterschaften des folgenden Jahres in Ridnaun wurde sie Siebte im Sprint und verpasste als Vierte in der Verfolgung eine Einzelmedaille nur knapp. Bei den Olympischen Spielen 2002 von Salt Lake City konnte sie achtbare Platzierungen im Sprint (32.) und Verfolgung (34.) sowie in der Staffel (8.) erreichen.
Die Europameisterschaften 2002 in Kontiolahti sollten die von Magda Rezlerová werden. Sie gewann Gold in Sprint und Verfolgung und wurde Vierte mit der Staffel und im Einzel. Von nun an startete sie regelmäßig im Biathlon-Weltcup. Schnell lief sie nach den Europameisterschaften beim Weltcup in Lahti als 29. erstmals in die Punkteränge. 2003 startete sie noch einmal bei Juniorenweltmeisterschaften und gewann in der Verfolgung und in der Staffel Bronze und verpasste im Einzel als Vierte nur knapp Edelmetall. Bei den Europameisterschaften in Forni Avoltri gewann sie Gold im Einzel und Bronze mit der Staffel. Eine Überraschung gelang ihr, als sie mit der tschechischen Staffel den vorolympischen Staffelwettbewerb in San Sicario gewann, obwohl fast alle bedeutenden Biathlon-Nationen wie Deutschland, Norwegen oder Russland mit der ersten Besetzung angetreten waren.
2003 nahm sie in Chanty-Mansijsk auch erstmals an Biathlon-Weltmeisterschaften teil. Ihr bestes Ergebnis war seitdem ein 27. Platz im Einzel bei den Welttitelkämpfen von Oberhof 2004. 2007 in Antholz kam ein guter achter Platz mit der Mixed-Staffel hinzu. Die Olympischen Spiele 2006 von Turin verliefen wenig erfreulich. Im Einzel wie auch im Sprint wurde sie 61. und verpasste damit die Qualifikation für die Verfolgung. Auch der 13. Platz mit der Staffel war kein Erfolg. In der Saison 2007/08 konnte sie im Weltcup ihr bislang bestes Ergebnis erreichen, einen 12. Platz im Einzel von Kontiolahti. Im darauffolgenden Winter wiederholte Magda Rezlerová dieses Ergebnis bei einem Sprint in Trondheim. Magda Rezlerová nahm an den Olympischen Winterspielen 2010 teil. Ihr bestes Resultat war der 19. Platz im Sprint. Mit der Staffel belegte sie Rang 16. Nach der Saison beendete sie ihre Karriere.

## Biathlon-Weltcup-Platzierungen
Die Tabelle zeigt alle Platzierungen (je nach Austragungsjahr einschließlich Olympische Spiele und Weltmeisterschaften).
- 1.–3. Platz: Anzahl der Podiumsplatzierungen
- Top 10: Anzahl der Platzierungen unter den ersten zehn (einschließlich Podium)
- Punkteränge: Anzahl der Platzierungen innerhalb der Punkteränge (einschließlich Podium und Top 10)
- Starts: Anzahl gelaufener Rennen in der jeweiligen Disziplin
- Staffel: inklusive Mixed- und Single-Mixed-Staffeln

| Platzierung | Einzel | Sprint | Verfolgung | Massenstart | Staffel | Gesamt |
| ----------- | ------ | ------ | ---------- | ----------- | ------- | ------ |
| 1. Platz    |        |        |            |             |         |        |
| 2. Platz    |        |        |            |             |         |        |
| 3. Platz    |        |        |            |             |         |        |
| Top 10      |        |        |            |             | 17      | 17     |
| Punkteränge | 6      | 14     | 9          |             | 34      | 63     |
| Starts      | 20     | 60     | 35         |             | 34      | 149    |